# Coppa del Re 1926
La Copa del Rey 1926 fu la 26ª edizione della Coppa del Re. Il torneo iniziò il 28 febbraio e si concluse il 16 maggio 1926. Per soddisfare le richieste di una maggiore attività agonistica a livello nazionale, a partire da questa edizione parteciparono sia i campioni che i vicecampioni regionali. La provincia di Murcia si separò dal Levante facendosi un campionato a sé. La finale si svolse allo Stadio Mestalla di Valencia dove il Barcellona conquistò il suo settimo titolo.

## Partecipanti
- Biscaglia:  Athletic Bilbao  Arenas Getxo
- Gipuzkoa:  Real Unión  Real Sociedad
- Castiglia:  Real Madrid  Athlétic Madrid
- Andalusia:  Siviglia  Real Betis
- Galizia:  Celta Vigo  Deportivo La Coruña
- Asturie:  Sporting Gijón, Fortuna
- Catalogna:  Barcellona  Espanyol
- Levante:  Valencia  FC Levante
- Aragona: Iberia Sociedad Cultural,  Saragozza
- Cantabria:  Racing Santander  Torrelavega
- Castiglia e León:  Leonesa, Real Unión Deportiva
- Murcia:  Real Murcia  Cartagena FC

## Fase a gironi

### Gruppo I
| Squadra   | P.ti | G | V | N | P | GF | GS | DR  |
| --------- | ---- | - | - | - | - | -- | -- | --- |
| Espanyol  | 8    | 4 | 4 | 0 | 0 | 15 | 3  | +12 |
| Valencia  | 2    | 4 | 1 | 0 | 3 | 12 | 9  | +3  |
| Iberia SD | 2    | 4 | 1 | 0 | 3 | 5  | 20 | -15 |

| 28 febbraio 1926 |        |              |
| Valencia FC      | 1 - 4  | RCD Espanyol |
| 7 marzo 1926     |        |              |
| Iberia SD        | 3 - 1  | Valencia FC  |
| 14 marzo 1926    |        |              |
| RCD Espanyol     | 6 - 1  | Iberia SD    |
| 21 marzo 1926    |        |              |
| RCD Espanyol     | 2 - 0  | Valencia FC  |
| 28 marzo 1926    |        |              |
| Valencia FC      | 10 - 0 | Iberia SD    |
| 4 aprile 1926    |        |              |
| Iberia SD        | 1 - 3  | RCD Espanyol |

### Gruppo II
| Squadra    | P.ti | G | V | N | P | GF | GS | DR  |
| ---------- | ---- | - | - | - | - | -- | -- | --- |
| Barcellona | 8    | 4 | 4 | 0 | 0 | 19 | 1  | +18 |
| Saragozza  | 3    | 4 | 1 | 1 | 2 | 7  | 13 | -6  |
| FC Levante | 1    | 4 | 0 | 1 | 3 | 4  | 16 | -12 |

| 28 febbraio 1926 |       |               |
| FC Barcellona    | 5 - 0 | Levante FC    |
| 7 marzo 1926     |       |               |
| Levante FC       | 2 - 2 | Saragozza CD  |
| 14 marzo 1926    |       |               |
| Saragozza CD     | 0 - 7 | FC Barcellona |
| 21 marzo 1926    |       |               |
| Levante FC       | 1 - 4 | FC Barcellona |
| 28 marzo 1926    |       |               |
| Saragozza CD     | 5 - 1 | Levante FC    |
| 4 aprile 1926    |       |               |
| FC Barcellona    | 3 - 0 | Saragozza CD  |

### Gruppo III
| Squadra     | P.ti | G | V | N | P | GF | GS | DR |
| ----------- | ---- | - | - | - | - | -- | -- | -- |
| Real Madrid | 6    | 4 | 3 | 0 | 1 | 11 | 6  | +5 |
| Siviglia    | 5    | 4 | 2 | 1 | 1 | 8  | 5  | +3 |
| Real Murcia | 1    | 4 | 0 | 1 | 3 | 5  | 13 | -8 |

| 28 febbraio 1926 |       |             |
| Real Murcia      | 2 - 2 | Siviglia    |
| 7 marzo 1926     |       |             |
| Real Madrid      | 6 - 2 | Real Murcia |
| 14 marzo 1926    |       |             |
| Siviglia         | 0 - 1 | Real Madrid |
| 21 marzo 1926    |       |             |
| Siviglia         | 3 - 0 | Real Murcia |
| 28 marzo 1926    |       |             |
| Real Murcia      | 1 - 2 | Real Madrid |
| 4 aprile 1926    |       |             |
| Real Madrid      | 2 - 3 | Siviglia    |

### Gruppo IV
| Squadra         | P.ti | G | V | N | P | GF | GS | DR  |
| --------------- | ---- | - | - | - | - | -- | -- | --- |
| Athlétic Madrid | 6    | 4 | 3 | 0 | 1 | 11 | 6  | +5  |
| Real Betis      | 6    | 4 | 3 | 0 | 1 | 10 | 5  | +5  |
| Cartagena FC    | 0    | 4 | 0 | 0 | 4 | 2  | 12 | -10 |

| 28 febbraio 1926           |       |                 |
| Real Betis                 | 3 - 0 | Cartagena FC    |
| 7 marzo 1926               |       |                 |
| Cartagena FC               | 1 - 2 | Athletic Madrid |
| 14 marzo 1926              |       |                 |
| Athletic Madrid            | 3 - 1 | Real Betis      |
| 21 marzo 1926              |       |                 |
| Cartagena FC               | 0 - 3 | Real Betis      |
| 28 marzo 1926              |       |                 |
| Athletic Madrid            | 4 - 1 | Cartagena FC    |
| 4 aprile 1926              |       |                 |
| Real Betis                 | 3 - 2 | Athletic Madrid |
| 15 aprile 1926 (Spareggio) |       |                 |
| Athletic Madrid            | 4 - 2 | Real Betis      |

### Gruppo V
| Squadra        | P.ti | G | V | N | P | GF | GS | DR  |
| -------------- | ---- | - | - | - | - | -- | -- | --- |
| Celta Vigo     | 6    | 4 | 3 | 0 | 1 | 19 | 7  | +12 |
| Sporting Gijón | 6    | 4 | 3 | 0 | 1 | 16 | 7  | +9  |
| Leonesa        | 0    | 4 | 0 | 0 | 4 | 3  | 24 | -21 |

| 28 febbraio 1926           |       |                  |
| Celta Vigo                 | 9 - 0 | Cultural Leonesa |
| 7 marzo 1926               |       |                  |
| Sporting Gijón             | 3 - 1 | Celta Vigo       |
| 14 marzo 1926              |       |                  |
| Cultural Leonesa           | 2 - 6 | Sporting Gijón   |
| 21 marzo 1926              |       |                  |
| Cultural Leonesa           | 1 - 5 | Celta Vigo       |
| 28 marzo 1926              |       |                  |
| Celta Vigo                 | 4 - 3 | Sporting Gijón   |
| 4 aprile 1926              |       |                  |
| Sporting Gijón             | 4 - 0 | Cultural Leonesa |
| 10 aprile 1926 (Spareggio) |       |                  |
| Celta Vigo                 | 5 - 0 | Sporting Gijón   |

### Gruppo VI
| Squadra             | P.ti | G | V | N | P | GF | GS | DR  |
| ------------------- | ---- | - | - | - | - | -- | -- | --- |
| Deportivo La Coruña | 6    | 4 | 3 | 0 | 1 | 19 | 7  | +12 |
| RU Deportiva        | 3    | 4 | 1 | 1 | 2 | 7  | 11 | -4  |
| Club Fortuna        | 3    | 4 | 1 | 1 | 2 | 4  | 12 | -8  |

| 28 febbraio 1926 |       |              |
| RU Deportiva     | 4 - 2 | RC Deportivo |
| 7 marzo 1926     |       |              |
| RC Deportivo     | 9 - 0 | Club Fortuna |
| 14 marzo 1926    |       |              |
| Club Fortuna     | 2 - 0 | RU Deportiva |
| 21 marzo 1926    |       |              |
| RC Deportivo     | 6 - 2 | RU Deportiva |
| 28 marzo 1926    |       |              |
| Club Fortuna     | 1 - 2 | RC Deportivo |
| 4 aprile 1926    |       |              |
| RU Deportiva     | 1 - 1 | Club Fortuna |

### Gruppo VII
| Squadra          | P.ti | G | V | N | P | GF | GS | DR |
| ---------------- | ---- | - | - | - | - | -- | -- | -- |
| Real Unión       | 6    | 4 | 3 | 0 | 1 | 12 | 8  | +4 |
| Athletic Bilbao  | 3    | 4 | 1 | 1 | 2 | 8  | 9  | -1 |
| Racing Santander | 3    | 4 | 1 | 1 | 2 | 7  | 10 | -3 |

| 28 febbraio 1926 |       |                  |
| Real Unión       | 2 - 1 | Racing Santander |
| 7 marzo 1926     |       |                  |
| Athletic Bilbao  | 1 - 3 | Real Unión       |
| 14 marzo 1926    |       |                  |
| Racing Santander | 1 - 1 | Athletic Bilbao  |
| 21 marzo 1926    |       |                  |
| Racing Santander | 4 - 3 | Real Unión       |
| 28 marzo 1926    |       |                  |
| Real Unión       | 4 - 2 | Athletic Bilbao  |
| 4 aprile 1926    |       |                  |
| Athletic Bilbao  | 4 - 1 | Racing Santander |

### Gruppo VIII
| Squadra       | P.ti | G | V | N | P | GF | GS | DR  |
| ------------- | ---- | - | - | - | - | -- | -- | --- |
| Real Sociedad | 8    | 4 | 4 | 0 | 0 | 18 | 5  | +13 |
| Arenas Getxo  | 4    | 4 | 2 | 0 | 2 | 11 | 11 | 0   |
| Torrelavega   | 0    | 4 | 0 | 0 | 4 | 3  | 16 | -13 |

| 28 febbraio 1926       |       |                        |
| Gimnástica Torrelavega | 0 - 5 | Real Sociedad          |
| 7 marzo 1926           |       |                        |
| Real Sociedad          | 5 - 3 | Arenas Getxo           |
| 14 marzo 1926          |       |                        |
| Arenas Getxo           | 4 - 1 | Gimnástica Torrelavega |
| 21 marzo 1926          |       |                        |
| Real Sociedad          | 4 - 1 | Gimnástica Torrelavega |
| 28 marzo 1926          |       |                        |
| Arenas Getxo           | 1 - 4 | Real Sociedad          |
| 4 aprile 1926          |       |                        |
| Gimnástica Torrelavega | 1 - 3 | Arenas Getxo           |

## Quarti di finale
| 18 aprile 1926 | Espanyol | 6 – 1 | Athlétic Madrid |  |

| 25 aprile 1926 | Athlétic Madrid | 2 – 0 | Espanyol |  |

Avendo vinto una partita per parte, l'Espanyol e l'Atletico Madrid disputarono uno spareggio.
| Saragozza 2 maggio 1926 | Espanyol | 2 – 3 | Athlétic Madrid |  |

| 18 aprile 1926 | Celta Vigo | 2 – 1 | Real Sociedad |  |

| 25 aprile 1926 | Real Sociedad | 2 – 2 | Celta Vigo |  |

| 18 aprile 1926 | Real Madrid | 1 – 5 | Barcellona |  |

| 25 aprile 1926 | Barcellona | 3 – 0 | Real Madrid |  |

| 18 aprile 1926 | Real Unión | 3 – 0 | Deportivo La Coruña |  |

| 25 aprile 1926 | Deportivo La Coruña | 3 – 4 | Real Unión |  |

## Semifinali
Le semifinali furono a gara unica.
| Bilbao 9 maggio 1926 | Athlétic Madrid | 3 – 2 (d.t.s.) | Celta Vigo |  |

| Saragozza 9 maggio 1926 | Barcellona | 2 – 1 | Real Unión |  |

## Finale
| Arbitro: | Pablo Saracho Goitia |

|                                      |           |                        |
| Samitier 62’ Just 63’ Alcántara 112’ | Marcatori | 16’ Palacios 58’ Cosme |